# 杰日尼奥沃农村居民点
杰日尼奥沃农村居民点（俄语：Дежнёвское сельское поселение）是俄罗斯联邦犹太自治州列宁斯科耶区所属的一个农村居民点。其下辖有3个居民点，行政中心为杰日尼奥沃。据2016年统计，该农村居民点的人口为1679人。